# 아타시카역
아타시카역(일본어: 新鹿駅)은 일본 미에현 구마노시에 있는 도카이 여객철도 기세이 본선의 역이다. 섬식 승강장 1면 2선의 구조를 지닌 지상역이다.

## 타는 곳
| 1 · 2 | ■ 기세이 본선 | 하행 | 신구 방면            |
| 1 · 2 | ■ 기세이 본선 | 상행 | 오와세 · 나고야 방면 |

## 이용 현황
| 연도     | 하루 평균 승차 인원 | 연도     | 하루 평균 승차 인원 |
| 1998년도 | 166                 | 2005년도 | 112                 |
| 1999년도 | 144                 | 2006년도 | 94                  |
| 2000년도 | 135                 | 2007년도 | 93                  |
| 2001년도 | 135                 | 2008년도 | 87                  |
| 2002년도 | 117                 | 2009년도 | 80                  |
| 2003년도 | 113                 | 2010년도 | 73                  |
| 2004년도 | 116                 |          |                     |
| -------- | ------------------- | -------- | ------------------- |

## 역 주변
- 아타시카 해수욕장
- 아타시카 나들목

## 역사
- 1956년 4월 1일 : 기세이사이 선의 역으로서 개업.
- 1959년 7월 15일 : 기세이 본선 소속으로 한다.
- 1987년 4월 1일 : 민영화에 의해, 도카이 여객철도로 이관.

## 인접 정차역
| 도카이 여객철도 기세이 본선 | 도카이 여객철도 기세이 본선 | 도카이 여객철도 기세이 본선 |
| --------------------------- | --------------------------- | --------------------------- |
| 니기시마 가메야마 방면      | ■ 기세이 본선               | 하다스 신구 방면            |